# Pēteris Vasks
Pēteris Vasks (* 16. duben 1946 Aizpute) je lotyšský hudební skladatel. Patří mezi nejuznávanější hudební skladatele pobaltských států.
Narodil se v lotyšském městě Aizpute jako syn baptistického duchovního. Do roku 1970 studoval hru na kontrabas na Litevské státní konzervatoři. V letech1963-1974 působil jako hráč na kontrabas v několika lotyšských symfonických a komorních orchestrech. V letech 1973-1978 studoval kompozici na Lotyšské státní konzervatoři u Valentina Utkina.
Zpočátku byl ovlivněný hudbou Witolda Lutosławského, Krzysztofa Pendereckého a Georgea Crumba. Přidává do svých děl prvky lotyšského folklóru. Za své skladby získal Pēteris Vasks už tri lotyšské státní ceny. V roce 1996 získal také Herderovu hudební cenu Nadace Alfreda Toepfera.
Vasks má též silné environmentální cítění a příchuť nenarušené či zničené přírody je možno nalézt v některých jeho pracích, např. Smyčcový kvartet No. 2 (1984). Mezi jeho významná díla patří Cantabile (1979) a Musica dolorosa (1984) a houslový koncert Vzdálené světlo“ (1997). Složil zatím pět smyčcových kvartet, z nichž čtvrtý (2003) a pátý (2006) byly napsány pro hudební těleso Kronos Quartet.
Nyní žije v Rize.

## Vyznamenání
- Řád bílé hvězdy III. třídy (Estonsko, 5. prosince 2005)[1]

## Dílo
- 1973 Tris skandarbi (Tři kusy)
- 1974 Hudba pro dva klavíry
- 1974 Partita per violoncello e piano
- 1975 Mate saule (Matka Slunce)
- 1975 Liepa (Lípa)
- 1976 Madrigal na báseň Clauda de Pontoux
- 1977 In memoriam
- 1977 Moments musicaux
- 1977 Musu mašu vardi (Jména našich matek)
- 1977 Ne tikai lirika (Nejen lyrika)
- 1977 Kvintet č. 1
- 1977 Toccata
- 1977 Smyčcový kvartet č. 1
- 1978 Baltais fragments (Bílý fragment)
- 1978 Concerto vocale
- 1978 Gramata cellam (Kniha)
- 1978 Vasara (Leto)
- 1979 Cantabile
- 1979 Tris skatieni (Tri pohledy)
- 1979 Concerto per timpani e strumenti di percussione
- 1979 Klusas dziemas (Tiché písně)
- 1980 Ainava ar putniem (Země s ptáky)
- 1980 Balta ainava (Bílá zem)
- 1980 Kantáta pre čembalo
- 1980 Skumja mate (Smutná matka)
- 1981 Kekatu dziesma (Fašiangová pieseň)
- 1981 Rudens muzika (Podzimní hudba)
- 1981 Ziles zina (Poselství sýkorky)
- 1981 Ganu dziesma (Pastýřská píseň)
- 1982 Kvintet č. 2
- 1982 Ugunssargs (Strážci ohně)
- 1982 Vestijums (Poselství)
- 1982/83 Pieskarieni (Dotyky)
- 1983 Musica dolorosa
- 1984 Cantus ad pacem
- 1984 Smyčcový kvartet č. 2
- 1985 Episodi e Canto perpetuo
- 1985 Maza vasaras muzika (Malá letní hudba)
- 1986 Malá noční hudba
- 1986 Lauda
- 1986 Sonata per contrabbasso solo
- 1987 Latvija (Kantáta "Lotyšsko")
- 1987 Pavasara sonate (Jarná sonáta)
- 1988 Mazi silti svetki (Malý svátek)
- 1988 Musica seria
- 1988 Musu dziesma (Naše píseň)
- 1989 Koncert pro anglický roh a orchestr
- 1989 Varonis (Hrdina)
- 1989 Zemgale
- 1990 Sava tauta (V jeho lidu)
- 1990 Vientulibas sonate (Sonáta osamělosti)
- 1991 Balsis (Hlasy)
- 1991 Te Deum
- 1991 Pater noster
- 1992 Izdegušas zemes ainavas (Krajiny spálené země)
- 1992 Sonáta pro sólovou flétnu
- 1993 Litene – Státní cena (1993)
- 1993/94 Concerto per violoncello ed orchestra
- 1995 Pavasara muzika (Jarní hudba)
- 1995 Smyčcový kvartet č. 3
- 1995 Tri básne Czesława Miłosze
- 1995/96 Adagio
- 1995/96 Musica adventus
- 1996/97 Dona nobis pacem
- 1996/97 Tāla gaisma (Vzdálené světlo) – houslový koncert, Státní cena (1998)
- 1998/99 Symfonie č. 2 – Státní cena (2000)
- 1999 Smyčcový kvartet č. 4
- 2000 Missa per coro a cappella
- 2001 Viatore
- 2001 Klavírní kvartet
- 2002 Musica appassionata
- 2002 Plainscapes
- 2002/03 Bass Trip
- 2004/05 Canto di forza pro 12 violoncell
- 2013 The Fruit of Silence